# 挾仙遊
挾仙遊，古琴曲，取飄飄欲仙之意，梅庵派代表曲目之一。

## 收錄琴譜
《古音正宗》、《誠一堂琴譜》、《春草堂琴譜》、《悟雪山房琴譜》、《天聞閣琴譜》、《琴學入門》、《琴學初津》、《梅庵琴谱》等明清琴譜

## 解題
《誠一堂琴譜》：「調抑揚高下，深中鏗鏘。所謂忽飄飄以輕邁，下留連而扶疎者。御風泠然，何必多讓？」

## 演奏版本
- 《梅庵琴谱》：梅庵琴派重要曲目，《梅庵琴韻》專輯中有朱惜辰的錄音。